# 公立大学附属学校
公立大学附属学校（こうりつだいがくふぞくがっこう）は、公立大学（短期大学を含む）に附属する学校のことである。
ただし公立大学自体が少ないことに加え、地方公共団体が直接設置し教育委員会の管理する公立学校が存在していることもあり、私立大学や国立大学（特に教育学部）の附属学校に比べると設置そのものがあまり見られない。また、国立大学の附属学校や私立学校（学校法人傘下の各校。私立大学の附属学校を含む）に比べて独立性という点において、あいまいな点が多い。
所属教員の人事権は各都道府県ならびに各市町村の長もしくは各教育委員会なのか、あるいは設置大学長もしくは教授会なのか、といったことが生じる。この原因は、現行法の不備とも考えられる。そもそも、政令指定都市以外の地方自治体が大学を設置するのみならず、その附属学校を置くことを前提にした法整備はなされていないし、関係者の合意形成もなされないまま今日にいたっている。該当学校が少数であり、関係自治体の財政や人材の不足などもあり、これを変革しようとする動きもほとんどみられない。
学部の教育研究活動の一環として設置される場合、実験校的色合いが強い。また、普通の公立学校と同じ学区割りや入試が行われる場合もある。
以下に学校一覧を記載する。カッコ内は設置者。

## 専修学校
- 秋田公立美術大学附属高等学院（秋田市） - 高等専修学校（専修学校高等課程）

## 高等学校
- 高崎市立高崎経済大学附属高等学校（高崎市）
- 奈良県立大学附属高等学校（公立大学法人奈良県立大学）
- 兵庫県立大学附属高等学校（公立大学法人兵庫県立大学）

## 中学校
- 兵庫県立大学附属中学校（公立大学法人兵庫県立大学）

## 小学校
- 都留文科大学附属小学校（都留市）

## 認定こども園

### 4年制大学附属認定こども園
- 福山市立大学附属こども園（福山市）

## 過去に存在した学校
- 東京都立大学附属高等学校（東京都） - 2011年、東京都立桜修館中等教育学校に吸収。
- 神奈川県立外語短期大学付属高等学校（神奈川県） - 2008年に神奈川県立六ツ川高等学校と統合し、神奈川県立横浜国際高等学校となる。なお、神奈川県立外語短期大学自体もその後2011年に閉学。
- 大月短期大学附属高等学校（大月市） - 2014年閉校。
- 県立新潟女子短期大学付属幼稚園（新潟県） - 2009年、県立新潟女子短期大学（2012年閉学）の公立大学法人への移管に伴い[1]、新潟県立幼稚園となる。
- 長野県短期大学付属幼稚園（長野県） - 2017年閉校。

## 関連記事
- 附属学校
- 系属校
- 公立学校
- 教育実習